# Motor T-Jet
Motor T-Jet (motor Turbo Benzina o motor TB en Alfa Romeo o motor TurboJet en Lancia) es la denominación comercial de un motor desarrollado por Fiat Group Automobiles y utilizado en automóviles Fiat, Fiat Professional, Abarth, Alfa Romeo, Jeep y Lancia,

## Descripción
Se trata de una configuración de 4 cilindros en línea de 1368 cm³, con un diámetro de 72 mm (2,83 pulgadas) y una carrera de 84 mm (3,31 pulgadas). El bloque está hecho de hierro fundido y las cabezas de aleación de aluminio. Todos cuentan con inyección de combustible y turbocompresor.

### Combustibles alternativos
Además de la gasolina, existen algunas versiones opcionales que también permiten el uso, tanto del gas licuado del petróleo (GLP), como del gas natural comprimido (GNC).

### Caja de cambios
Las opciones de transmisión son:
- Manual de 5 o 6 velocidades, incluyendo algunas tipo secuencial.
- Automática también de 5 o 6 velocidades, incluyendo algunas con sistema Dualogic, DDCT, TCT o MTA.

## Modelos y variantes
| Modelo                                   | Años          | Tecnología       | Potencia máxima                    | Par máximo        | Vel. máx.                      | Aceleración 0-100 km/h (62 millas por hora) | Consumo      | Emisiones de CO2            | Transmisión                  |
| ---------------------------------------- | ------------- | ---------------- | ---------------------------------- | ----------------- | ------------------------------ | ------------------------------------------- | ------------ | --------------------------- | ---------------------------- |
| Alfa Romeo Giulietta 1.4 TB              | 2012-presente | Con S&S          | 105 CV (77 kilovatios) @ 5000 rpm  | 215 Nm @ 2500 rpm | 185 km/h (115 millas por hora) | 10,6 segundos                               | 6,4 L/100 km | 148 g (5,2 onzas)/km EURO 6 | Manual                       |
| Fiat Linea 1.4 T-Jet                     | 2010-presente | Con S&S          | 112 CV (82 kilovatios) @ 5000 rpm  | 215 Nm @ 2500 rpm | 165 km/h (103 millas por hora) | 11,1 segundos                               | 7,0 L/100 km |                             | Manual 5 vel.                |
| Alfa Romeo Giulietta 1.4 TB              | 2010-presente | Con S&S          | 120 CV (88 kilovatios) @ 5000 rpm  | 215 Nm @ 2500 rpm | 195 km/h (121 millas por hora) | 9,4 segundos                                | 6,4 L/100 km | 148 g (5,2 onzas)/km EURO 6 | Manual 6 vel.                |
| Alfa Romeo MiTo 1.4 TB                   | 2008-2009     | Con S&S          | 120 CV (88 kilovatios) @ 5000 rpm  | 215 Nm @ 2500 rpm | 198 km/h (123 millas por hora) | 8,8 segundos                                | 6,1 L/100 km | 145 g (5,1 onzas)/km EURO 5 | Manual 6 vel.                |
| Fiat 500L 1.4 T-Jet                      | 2013-presente | Con S&S          | 120 CV (88 kilovatios) @ 5000 rpm  | 215 Nm @ 2500 rpm | 189 km/h (117 millas por hora) | 10,2 segundos                               | 6,9 L/100 km | 159 g (5,6 onzas)/km EURO 6 | Manual 6 vel.                |
| Fiat Bravo 1.4 T-Jet                     | 2007-presente |                  | 120 CV (88 kilovatios) @ 5000 rpm  | 215 Nm @ 2500 rpm | 197 km/h (122 millas por hora) | 9,6 segundos                                | 6,3 L/100 km | 139 g (4,9 onzas)/km EURO 5 | Manual 6 vel.                |
| Fiat Bravo 1.4 T-Jet Dualogic            | 2008-2010     |                  | 120 CV (88 kilovatios) @ 5000 rpm  | 215 Nm @ 2500 rpm | 197 km/h (122 millas por hora) | 9,6 segundos                                | 6,0 L/100 km | 143 g (5 onzas)/km EURO 5   | Automática Dualogic 6 vel.   |
| Fiat Grande Punto 1.4 T-Jet              | 2006-2009     |                  | 120 CV (88 kilovatios) @ 5000 rpm  | 206 Nm @ 2500 rpm | 195 km/h (121 millas por hora) | 9,3 segundos                                | 6,6 L/100 km | 155 g (5,5 onzas)/km EURO 5 | Manual 6 vel.                |
| Fiat Linea 1.4 T-Jet                     | 2007-2011     |                  | 120 CV (88 kilovatios) @ 5000 rpm  | 206 Nm @ 2500 rpm | 195 km/h (121 millas por hora) | 9,2 segundos                                | 6,7 L/100 km | 157 g (5,5 onzas)/km EURO 4 | Manual 6 vel.                |
| Fiat Viaggio 1.4 T-Jet                   | 2012-presente |                  | 120 CV (88 kilovatios) @ 5000 rpm  | 206 Nm @ 2500 rpm | 196 km/h (122 millas por hora) | 10,5 segundos                               | 7,2 L/100 km | EURO 5                      | Manual 6 vel.                |
| Fiat Viaggio 1.4 T-Jet DDCT              | 2012-presente |                  | 120 CV (88 kilovatios) @ 5000 rpm  | 206 Nm @ 2500 rpm | 194 km/h (121 millas por hora) | 10,9 segundos                               | 7,4 L/100 km | EURO 5                      | Automática DDCT 6 vel.       |
| Lancia Delta 1.4 TurboJet                | 2008-2013     |                  | 120 CV (88 kilovatios) @ 5000 rpm  | 215 Nm @ 2500 rpm | 195 km/h (121 millas por hora) | 9,8 segundos                                | 6,6 L/100 km | 156 g (5,5 onzas)/km EURO 5 | Manual 6 vel.                |
| Alfa Romeo Giulietta 1.4 TB GLP          | 2012-presente | EasyPower GLP    | 120 CV (88 kilovatios) @ 5000 rpm  | 206 Nm @ 1750 rpm | 195 km/h (121 millas por hora) | 10,3 segundos                               | 6,3 L/100 km | 134 g (4,7 onzas)/km EURO 5 | Manual 6 vel.                |
| Alfa Romeo MiTo 1.4 TB GLP               | 2009-presente | EasyPower GLP    | 120 CV (88 kilovatios) @ 5000 rpm  | 206 Nm @ 1750 rpm | 198 km/h (123 millas por hora) | 8,8 segundos                                | 6,1 L/100 km | 131 g (4,6 onzas)/km EURO 5 | Manual 6 vel.                |
| Fiat Doblò 1.4 T-Jet NaturalPower        | 2009-presente | NaturalPower GNC | 120 CV (88 kilovatios) @ 5000 rpm  | 206 Nm @ 2000 rpm | 172 km/h (107 millas por hora) | 12,3 segundos                               | 7,4 L/100 km | 134 g (4,7 onzas)/km EURO 5 | Manual 6 vel.                |
| Lancia Delta 1.4 TurboJet GLP            | 2009-presente | EasyPower GLP    | 120 CV (88 kilovatios) @ 5000 rpm  | 206 Nm @ 1750 rpm | 195 km/h (121 millas por hora) | 9,8 segundos                                | 6,6 L/100 km | 131 g (4,6 onzas)/km EURO 5 | Manual 6 vel.                |
| Abarth 500 1.4 Turbo                     | 2008-presente |                  | 135 CV (99 kilovatios) @ 5500 rpm  | 206 Nm @ 2000 rpm | 205 km/h (127 millas por hora) | 7,9 segundos                                | 6,5 L/100 km | 155 g (5,5 onzas)/km EURO 5 | Manual 5 vel.                |
| Fiat 500 1.4 Turbo MultiAir              | 2012-presente | MultiAir         | 135 CV (99 kilovatios) @ 5500 rpm  | 206 Nm @ 2500 rpm |                                |                                             |              |                             | Manual 5 vel.                |
| Fiat Punto EVO 1.4 T-Jet MultiAir        | 2010-2011     | MultiAir con S&S | 135 CV (99 kilovatios) @ 5000 rpm  | 206 Nm @ 1750 rpm | 200 km/h (124 millas por hora) | 8,5 segundos                                | 5,6 L/100 km | 129 g (4,6 onzas)/km EURO 5 | Manual 5 vel.                |
| Alfa Romeo MiTo 1.4 TB MultiAir          | 2009-presente | MultiAir con S&S | 135 CV (99 kilovatios) @ 5250 rpm  | 230 Nm @ 2250 rpm | 207 km/h (129 millas por hora) | 8,4 segundos                                | 5,6 L/100 km | 129 g (4,6 onzas)/km EURO 5 | Manual 5 vel.                |
| Alfa Romeo MiTo 1.4 TB MultiAir TCT      | 2010-2012     | MultiAir con S&S | 135 CV (99 kilovatios) @ 5250 rpm  | 230 Nm @ 2250 rpm | 207 km/h (129 millas por hora) | 8,2 segundos                                | 5,5 L/100 km | 126 g (4,4 onzas)/km EURO 5 | Automática TCT 6 vel.        |
| Abarth 500 1.4 Turbo MTA                 | 2010-presente |                  | 140 CV (103 kilovatios) @ 5000 rpm | 206 Nm @ 2000 rpm | 205 km/h (127 millas por hora) | 8,1 segundos                                | 6,5 L/100 km | 151 g (5,3 onzas)/km EURO 5 | Automática Abarth MTA 5 vel. |
| Fiat Bravo 1.4 MultiAir                  | 2010-presente | MultiAir con S&S | 140 CV (103 kilovatios) @ 5000 rpm | 230 Nm @ 1750 rpm | 204 km/h (127 millas por hora) | 8,9 segundos                                | 5,7 L/100 km | 132 g (4,7 onzas)/km EURO 5 | Manual 6 vel.                |
| Lancia Delta 1.4 MultiAir                | 2010-2013     | MultiAir con S&S | 140 CV (103 kilovatios) @ 5000 rpm | 230 Nm @ 1750 rpm | 203 km/h (126 millas por hora) | 9,2 segundos                                | 5,7 L/100 km | 132 g (4,7 onzas)/km EURO 5 | Manual 6 vel.                |
| Fiat Bravo 1.4 T-Jet                     | 2007-2010     |                  | 150 CV (110 kilovatios) @ 5500 rpm | 205 Nm @ 2250 rpm | 212 km/h (132 millas por hora) | 8,5 segundos                                | 7,1 L/100 km | 167 g (5,9 onzas)/km EURO 4 | Manual 6 vel.                |
| Fiat Viaggio 1.4 T-Jet DDCT              | 2012-presente |                  | 150 CV (110 kilovatios) @ 5500 rpm | 230 Nm @ 3000 rpm | 207 km/h (129 millas por hora) | 9,5 segundos                                | 7,5 L/100 km | EURO 5                      | Automática DDCT 6 vel.       |
| Lancia Delta 1.4 TurboJet                | 2008-2010     |                  | 150 CV (110 kilovatios) @ 5500 rpm | 206 Nm @ 2250 rpm | 210 km/h (130 millas por hora) | 8,7 segundos                                | 7,0 L/100 km | 165 g (5,8 onzas)/km EURO 4 | Manual 6 vel.                |
| Abarth Grande Punto 1.4 Turbo            | 2007-2010     |                  | 155 CV (114 kilovatios) @ 5500 rpm | 230 Nm @ 3000 rpm | 208 km/h (129 millas por hora) | 8,2 segundos                                | 6,9 L/100 km | 162 g (5,7 onzas)/km EURO 4 | Manual 6 vel.                |
| Alfa Romeo MiTo 1.4 TB                   | 2008-2009     |                  | 155 CV (114 kilovatios) @ 5500 rpm | 230 Nm @ 3000 rpm | 215 km/h (134 millas por hora) | 8,0 segundos                                | 6,5 L/100 km | 153 g (5,4 onzas)/km EURO 5 | Manual 6 vel.                |
| Fiat Linea 1.4 T-Jet                     | 2008-2012     |                  | 155 CV (114 kilovatios) @ 5500 rpm | 206 Nm @ 2250 rpm | 203 km/h (126 millas por hora) | 8,5 segundos                                |              |                             | Manual 5 vel.                |
| Abarth 500 1.4 Turbo                     | 2008-presente |                  | 160 CV (118 kilovatios) @ 5500 rpm | 230 Nm @ 3000 rpm | 210 km/h (130 millas por hora) | 7,4 segundos                                | 6,5 L/100 km | 155 g (5,5 onzas)/km EURO 5 | Manual 5 vel.                |
| Fiat 500 Abarth 1.4 Turbo MultiAir       | 2012-presente | MultiAir         | 160 CV (118 kilovatios) @ 5500 rpm | 230 Nm @ 2500 rpm |                                |                                             |              |                             | Manual 5 vel.                |
| Abarth 500 1.4 Turbo MTA                 | 2010-presente |                  | 160 CV (118 kilovatios) @ 5500 rpm | 230 Nm @ 3000 rpm | 209 km/h (130 millas por hora) | 7,6 segundos                                | 6,5 L/100 km | 151 g (5,3 onzas)/km EURO 5 | Automática Abarth MTA 5 vel. |
| Dodge Dart 1.4 MultiAir Turbo            | 2012-presente | MultiAir         | 160 CV (118 kilovatios) @ 5500 rpm | 250 Nm @ 2500 rpm |                                |                                             |              |                             | Manual 6 vel.                |
| Dodge Dart 1.4 MultiAir Turbo DDCT       | 2012-presente | MultiAir         | 160 CV (118 kilovatios) @ 5500 rpm | 250 Nm @ 2500 rpm |                                |                                             |              |                             | Automática DDCT 6 vel.       |
| Fiat 500L 1.4 MultiAir Turbo             | 2013-presente | MultiAir         | 160 CV (118 kilovatios) @ 5500 rpm | 250 Nm @ 2500 rpm |                                |                                             |              |                             | Manual 6 vel.                |
| Fiat 500L 1.4 MultiAir Turbo DDCT        | 2013-presente | MultiAir         | 160 CV (118 kilovatios) @ 5500 rpm | 250 Nm @ 2500 rpm |                                |                                             |              |                             | Automática DDCT 6 vel.       |
| Abarth Punto EVO 1.4 Turbo MultiAir      | 2010-2013     | MultiAir         | 165 CV (121 kilovatios) @ 5500 rpm | 250 Nm @ 2750 rpm | 212 km/h (132 millas por hora) | 8,2 segundos                                | 6,1 L/100 km | 142 g (5 onzas)/km EURO 5   | Manual 6 vel.                |
| Alfa Romeo Giulietta 1.4 TB MultiAir     | 2010-presente | MultiAir con S&S | 170 CV (125 kilovatios) @ 5500 rpm | 250 Nm @ 2500 rpm | 218 km/h (135 millas por hora) | 7,8 segundos                                | 5,7 L/100 km | 131 g (4,6 onzas)/km EURO 6 | Manual 6 vel.                |
| Alfa Romeo Giulietta 1.4 TB MultiAir TCT | 2011-presente | MultiAir con S&S | 170 CV (125 kilovatios) @ 5500 rpm | 250 Nm @ 2500 rpm | 218 km/h (135 millas por hora) | 7,6 segundos                                | 5,1 L/100 km | 119 g (4,2 onzas)/km EURO 6 | Automática Alfa TCT 6 vel.   |
| Alfa Romeo MiTo 1.4 TB MultiAir          | 2009-presente | MultiAir con S&S | 170 CV (125 kilovatios) @ 5500 rpm | 250 Nm @ 2500 rpm | 218 km/h (135 millas por hora) | 7,6 segundos                                | 6,0 L/100 km | 139 g (4,9 onzas)/km EURO 5 | Manual 6 vel.                |
| Abarth 500 1.4 Turbo MTA                 | 2010-presente |                  | 180 CV (132 kilovatios) @ 5500 rpm | 250 Nm @ 3000 rpm | 225 km/h (140 millas por hora) | 7,0 segundos                                | 6,5 L/100 km | 151 g (5,3 onzas)/km EURO 5 | Automática Abarth MTA 5 vel. |
| Abarth 500 1.4 Turbo                     | 2009-presente |                  | 180 CV (132 kilovatios) @ 5500 rpm | 300 Nm @ 3000 rpm | 225 km/h (140 millas por hora) |                                             |              |                             | Manual Secuencial 6 vel.     |
| Abarth Grande Punto 1.4 Turbo            | 2007-2010     | Con S&S          | 180 CV (132 kilovatios) @ 5750 rpm | 270 Nm @ 3000 rpm | 215 km/h (134 millas por hora) | 7,5 segundos                                | 6,9 L/100 km | 162 g (5,7 onzas)/km EURO 4 | Manual 6 vel.                |
| Abarth Punto EVO 1.4 Turbo MultiAir      | 2010-presente | MultiAir con S&S | 180 CV (132 kilovatios) @ 5750 rpm | 270 Nm @ 2500 rpm | 216 km/h (134 millas por hora) | 7,5 segundos                                | 6,1 L/100 km | 142 g (5 onzas)/km EURO 5   | Manual 6 vel.                |
| Abarth 500 1.4 Turbo                     | 2009-presente |                  | 190 CV (140 kilovatios) @ 6500 rpm | 300 Nm @ 3000 rpm | 225 km/h (140 millas por hora) |                                             |              |                             | Manual Secuencial 6 vel.     |
| Abarth 500 1.4 Turbo                     | 2012-presente |                  | 205 CV (151 kilovatios) @ 5500 rpm | 300 Nm @ 4000 rpm | 225 km/h (140 millas por hora) |                                             |              |                             | Manual Secuencial 6 vel.     |

## Línea de tiempo

### Automóviles
| Automóil             | 2002 | 2003 | 2004 | 2005 | 2006 | 2007 | 2008 | 2009 | 2010 | 2011 | 2012 | 2013 | 2014 |
| -------------------- | ---- | ---- | ---- | ---- | ---- | ---- | ---- | ---- | ---- | ---- | ---- | ---- | ---- |
| Fiat Grande Punto    |      |      |      |      |      |      |      |      |      |      |      |      |      |
| Abarth Grande Punto  |      |      |      |      |      |      |      |      |      |      |      |      |      |
| Fiat Bravo           |      |      |      |      |      |      |      |      |      |      |      |      |      |
| Fiat Linea           |      |      |      |      |      |      |      |      |      |      |      |      |      |
| Abarth 500           |      |      |      |      |      |      |      |      |      |      |      |      |      |
| Alfa Romeo MiTo      |      |      |      |      |      |      |      |      |      |      |      |      |      |
| Lancia Delta         |      |      |      |      |      |      |      |      |      |      |      |      |      |
| Fiat Doblò           |      |      |      |      |      |      |      |      |      |      |      |      |      |
| Alfa Romeo Giulietta |      |      |      |      |      |      |      |      |      |      |      |      |      |
| Dodge Dart           |      |      |      |      |      |      |      |      |      |      |      |      |      |
| Fiat Viaggio         |      |      |      |      |      |      |      |      |      |      |      |      |      |
| Fiat 500L            |      |      |      |      |      |      |      |      |      |      |      |      |      |